# Airplay
Airplay var en kortlivad amerikansk musikgrupp som bestod av Jay Graydon (sång, gitarr),  David Foster (keyboard) och Tommy Funderburk (sång). De gav 1980 ut sitt enda album, Airplay. Albumet innehöll bland annat låten "Nothin' You Can Do About It" (ursprunglig inspelad av The Manhattan Transfer) och en cover av Earth, Wind & Fires hit "After the Love Has Gone", skriven Foster och Graydon tillsammans med Bill Champlin. Bland medverkande på skivan fanns även Toto-medlemmarna Jeff Porcaro, David Hungate, Steve Lukather och Steve Porcaro.